# Especialidades Cerveceras
Especialidades Cerveceras, S.A. de C.V., más conocida por su Cerveza Casta, fue una empresa mexicana dedicada a la producción de cerveza.
La Cervecería Especialidades Cerveceras es fusionada en 2005 a Cervecería Cuauhtémoc Moctezuma, al ser adquirida por FEMSA.

## Historia
El origen de la empresa proviene de la elaboración artesanal de cerveza por parte de Manuel Zambrano Villarreal, antiguo empleado de Cervecería Cuauhtémoc, quien la elaboraba para disfrute de sus amistades, su cuñado Mauricio Fernández Garza le propone aumentar la producción aliándose para crear la empresa Especialidades Cerveceras.
El 8 de diciembre de 1998 surge su primer producto, Casta en 3 variedades Dorada, Morena y Bruna., el 26 de febrero de 1999 es inaugurada la cervecería por el presidente de la república Ernesto Zedillo.
En los meses de octubre y noviembre de 2000 inician las exportaciones a Estados Unidos.
En el mes de junio de 2005 FEMSA adquiere la compañía Especialidades Cerveceras, para aprovechar el potencial del mercado de la cerveza,  y su portafolio agregado a la Cervecería Cuauhtémoc Moctezuma reforzando el ámbito Premium.

## Etiquetas
Al ser Mauricio Fernández Garza un promotor de la cultura en Nuevo León propuso que las etiquetas fueran diseñadas por pintores mexicanos contemporáneos Sergio Hernández, Rodolfo Morales, Ismael Vargas y Francisco Toledo.